# Johann Ludwig Casper
Pour les articles homonymes, voir Casper.
Johann Ludwig Casper, né le 11 mars 1796 à Berlin et mort le 24 février 1864 dans la même ville, est un médecin légiste allemand. Jeune étudiant en médecine, il écrit les livrets des quatre premiers opéras de Felix Mendelssohn. Après avoir étudié la pharmacie aux universités de Göttingen puis de Halle, où il obtient son doctorat en 1817, il voyage en France et au Royaume-Uni et publie en 1822 Charakteristik der französischen Medizin : mit vergleichenden Hinblicken auf die englische. Il se spécialise ensuite dans la médecine légale, qu'il enseigne à l'université et sur laquelle il publie des ouvrages de référence.